# فرودگاه بین‌المللی یانگ‌یانگ
فرودگاه بین‌المللی یانگ‌یانگ  (به انگلیسی: Yangyang International Airport)  یک فرودگاه همگانی  با کد یاتا YNY است که یک باند فرود بتن دارد و طول باند آن ۲۵۰۰ متر است. این فرودگاه در  کشور کره جنوبی قرار دارد و در ارتفاع ۷۳ متری از سطح دریا واقع شده است.

## شرکت‌های هواپیمایی و مقصدهای پروازی

### Domestic
| شرکت‌های هواپیمایی | مقصدهای پروازی |
| ----------------- | -------------- |
| Korea Express Air | گیمهی، ججو     |

### International
| شرکت‌های هواپیمایی | مقصدهای پروازی   |
| ----------------- | ---------------- |
| Korea Express Air | کیتاکیوشو        |
| یاکوتیا ایرلاینز  | فصلی: ولادی‌وستوک |